# Melstone
Melstone è una città degli Stati Uniti d'America situata nel Montana, nella Contea di Musselshell.